# حسين محمد إبراهيم
حسين محمد إبراهيم حسين (مواليد نوفمبر 1959 بحي القباري بغرب الإسكندرية) هو سياسي مصري ينتمي لحزب الحرية والعدالة وأمين عام الحزب منذ يناير 2013. انتخب عضوًا بمجلس الشعب عن دائرة مينا البصل بالإسكندرية خلال دورتي عام 2000 و2005 وكان نائبًا لرئيس الكتلة البرلمانية للإخوان المسلمين خلال برلمان 2005. وانتخب مجددًا لعضوية مجلس الشعب 2011-2012 عن حزب الحرية والعدالة واختير زعيمًا للأغلبية بالمجلس. فاز بمنصب أمين عام حزب الحرية والعدالة في 10 يناير 2013 بعد أن حصد 39 صوت مقابل 21 صوت لحلمي الجزار.
انتخب في سبتمبر 2008 رئيساً للمكتب الإداري للإخوان المسلمين بالإسكندرية خلفاً لأسامه نصر الدين الدين الذي تم تصعيده عضواً بمكتب الإرشاد بالجماعة. استقال من موقعه الإخواني عقب انتخابه أميناً عاماً لـحزب الحرية والعدالة بالإسكندرية ولحقه المهندس مدحت الحداد. وهو رئيس مجلس إدارة مركز حوار للتنمية والإعلام والأمين العام للجنة الشعبية لمناصرة شعب العراق وعضو مؤسس لـالتحالف الوطني من أجل الإصلاح والتغيير.[بحاجة لمصدر]
وعن مواقفه السياسية، فعُرف عنه دعمه للقضية الفلسطينية من خلال منصبه كنائب لرئيس المنتدى العالمي للبرلمانيين الإسلاميين وعضويته للأمانة العامة بمنتدى البرلمانيين العرب، فضلاً عن كونه عضو مؤسس لرابطة البرلمانيين العرب المدافعين عن القضية الفلسطينية.